# チチブクジラ
チチブクジラ（学名：Diorocetus chichibuensis〈日本語音写例：ディオロケトゥス・キキブエンシス〉）は、約2043万年前から約1365万年前にかけて（新生代新第三紀中新世中葉）の太平洋に棲息していた化石クジラ類 (cf.) の1種。鯨偶蹄目ヒゲクジラ亜目ナガスクジラ上科ディオロケトゥス科ディオロケトゥスに分類される。化石は日本から発見されている。

## 科学的知見
化石は、埼玉県秩父市、秩父盆地に広がる秩父町層群 (Chichibumachi Group) に属する奈倉層内の2か所から産出した。最初の発見は1984年（昭和59年）であった。
このクジラは、約1700万年前から約1500万年前までの約200万年間に亘ってこの地域に存在していた古秩父湾（こちちぶわん）を泳いでいた。
同じ露頭からはパレオパラドキシアの化石が発見されており、それゆえに地域は「大野原パレオパラドキシア化石産地」と呼ばれている。また、露頭違いの同じ地層（奈倉層）からは、オガノヒゲクジラやメガロドン、チチブサワラ（サワラ族〈Scomberomorini〉の最大種）、チチブホタテなどの化石も発見されている。

### 系統分類
本種が属するディオロケトゥス属はケトテリウム科の1属と見做されていたため、本種が2003年（平成15年）に記載された際もケトテリウム類の一種ということであったが、そもそも「ケトテリウム科」は進化の深まった化石ヒゲクジラ類の雑多で暫定的な分類群であったがゆえに、分類学が発展するに伴って再分類される種が多く出るのが必然であった。デンマークの古生物学者メッテ・エルストルップ・ステーマン (Mette Elstrup Steeman) がケトテリウム類の再分類を試み、2007年に新設を提唱した際、ディオロケトゥス属には独立したディオロケトゥス科が新たに設けられた。

## 国指定天然記念物
2015年（平成27年）11月20日、国の文化審議会は、馳浩文部科学大臣に天然記念物に指定するよう答申した「古秩父湾堆積層及び海棲哺乳類化石群」が複数の露頭と化石群からなる複合指定物件として受理された旨を公表した。こうした複合指定は国内初であった。正式には翌2016年（平成28年）3月1日付で指定された。チチブクジラの化石も指定物件に含まれており、以下の名称で登録されている。
- 秩父市大野原産出チチブクジラ骨格化石
- 秩父市蓼沼産出チチブクジラ骨格化石

これら2件を含む9件の化石群は、埼玉県立自然の博物館が収蔵・展示している。「#国の天然記念物」も参照のこと。
産出地のほうは、大字名「大野原」と主要な産出種である「パレオパラドキシア」の名を採った「大野原パレオパラドキシア化石産地」名義で登録された。

## 論文

### 記載論文
- Yoshida, K.; Kimura, T.; Hasegawa, Y. (2003). “New cetothere (Cetacea: Mysticeti) from the Miocene Chichibumachi Group, Japan”. Bulletin of the Saitama Museum of Natural History (Saitama Museum of Natural History) 20-21:  1-10.
  - 日本語版表題：埼玉県の中部中新統秩父町層群奈倉層産ケトテリウム類の一新種 
  - 記載された種：Diorocetus chichibuensis Yoshida et al., 2003

### 他の研究論文
- Steeman, M.E. (02 August 2007). “Cladistic analysis and a revised classification of fossil and recent mysticetes”. Zoological Journal of the Linnean Society 150 (4):  875-894. doi:10.1111/j.1096-3642.2007.00313.x. 
  - 記載された科：Diorocetidae Steeman, 2007